# Хутариярви
Хутариярви — пресноводное озеро на территории Юшкозерского сельского поселения Калевальского района Республики Карелии.

## Общие сведения
Площадь озера — 1,3 км². Располагается на высоте 171,0 метров над уровнем моря.
Форма озера продолговатая: оно почти на четыре километра вытянуто с северо-запада на юго-восток. Берега изрезанные, каменисто-песчаные, местами заболоченные.
Через Хутариярви течёт река Улма, впадающая в Кизреку, которая, в свою очередь, впадает в Топозеро.
Населённые пункты вблизи водоёма отсутствуют. К северо-восточному берегу подходит автозимник.
Код объекта в государственном водном реестре — 02020000411102000000292.